# Île-à-Vache
L'Île-à-Vache, ou Île-à-Vaches, est une île de la mer des Caraïbes, au sud d’Haïti. Elle est située à 10 km au sud-est de la ville haïtienne des Cayes.
L'Île-à-Vache est une commune d'Haïti située dans le département du Sud et l'arrondissement des Cayes.

## Géographie
L'île-à-Vache s'étend sur 15 km en longueur d'est en ouest et sa plus grande largeur est de 5 km. Elle couvre une superficie d'environ 51,8 km2.
La partie ouest a une altitude de 150 m, avec plusieurs petits marais dans les vallées. La partie orientale est également marécageuse et possède une lagune avec l'une des plus grandes forêts de mangrove d'Haïti.

## Démographie
La commune est peuplée de 14 004 habitants(recensement par estimation de 2009).

## Histoire
L'île fut un repaire de pirates, tel que l'Anglais[réf. nécessaire] Henry Morgan au XVIIe siècle qui en fait son point de départ pour attaquer la ville de Panama en janvier 1671.

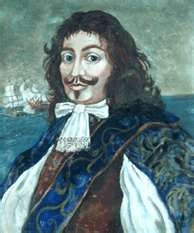
Capitaine Henry Morgan

L'ex-corsaire Laurent de Graff devient ensuite son gouverneur.
En 1698, Jean-Baptiste du Casse, gouverneur de Saint-Domingue, concède l'île-à-Vache à Jean Le Goff de Beauregard. L'île ne fait pas partie de la concession accordée à la Compagnie de Saint-Domingue sur la presqu'île du Sud. Après la mort de Beauregard en 1699, la Compagnie de Saint-Domingue récupère l'île en 1700.
Abraham Lincoln, s'il voulait abolir l'esclavage, n'imaginait pas les États-Unis où Blancs et Noirs seraient à égalité, « de par leurs différences raciales ». Si bien que durant la guerre de Sécession, il étudie plusieurs plans de colonisation, dont le Liberia, jugé trop éloigné, Chiriquí, et finalement l'Île-à-Vache. C'est ici qu'on y déplaça en 1862 quatre cents Noirs, mais ce fut un échec sur toute la ligne : langage, religion, coutumes différentes provoquaient l'opposition des îliens. En 1863, des premières troupes de Noirs défendent le Nord durant la guerre de Sécession, ce qui rend tout projet de colonie noire peu justifiable. L'année de sa mort, le 11 avril 1865, Lincoln prononce un discours électoral dans lequel il émet l'idée du suffrage des Noirs.

## Projets
Depuis l'arrivée de Michel Martelly au pouvoir, celui-ci a déclaré qu'Haïti est ouvert au business et aussi que le pays est en chantier, de ce fait pour réaliser son projet, son administration se concentre fortement sur cette île et veut faire d'elle la première destination touristique de la Caraïbes et c'est l'un des plus importants et ambitieux chantiers du quinquennat du Président Michel Martelly, évalué à plus de 230 millions de dollars américains.
Le projet, « Destination touristique Ile-à-Vache », auquel s'engagent le Gouvernement Martelly-Lamothe, dans le cadre du plan d'aménagement touristique, mis en œuvre par le ministère du Tourisme, prévoit la tenue d'importants chantiers dont : la construction d'un aéroport international avec une piste de 2,6 km ; la construction de l'axe routier qui y mène; le dragage du port, l'électrification et l'éclairage de toute la zone environnante ; la construction de plusieurs hôtels-resorts (1 000 chambres), de 2 500 villas (condo), d'un Centre communautaire ; d'une radio communautaire ; d'un Centre d'urgence, ainsi que la mise en place d’infrastructures agricoles. C'est ainsi que pour pouvoir prouver que le pays est en chantier que le Premier-Ministre, Laurent Salvador Lamothe a procédé le 1er février 2013 officiellement à la pose de la première pierre de l’aéroport international des Cayes, toutes les dispositions sont déjà prises afin de lancer prochainement les travaux de construction d’un autre aéroport international à l’île-à-vache. En revanche, la population ne se sent pas impliquée dans ce projet pour cause, le gouvernement veut s'emparer de leur terrain sans les dédommager. Les Ilavachois(ses) ont peur que l'île soit divisée en deux, d'un côté les riches et de l'autre les pauvres. La population souhaite que ce projet soit bénéfique pour les îliens. Le leader de la population, Jean-Lamy Matulnes, a été arrêté et mis en prison au pénitencier à Port-au-Prince sans jugement le 26 février 2014, alors qu'il venait de déposer une demande d'autorisation pour une radio communautaire. Cette situation a entrainé une mobilisation internationale.

## Hotels et Resorts
- Abaka Bay Resor
- Hotel Port-Morgan
- Suites la Colline
- L'Anse à 'leau Beach House
- Vacation Village
- Les Cayemites